# 奥科涅什尼科沃
奥科涅什尼科沃（羅馬化：Okoneshnikovo）是俄罗斯鄂木斯克州的工人村（市级镇）、奥科涅什尼科沃区行政中心及规模最大聚居地，地处鄂木斯克州东南部巴拉巴草原上，位于州府鄂木斯克东偏南方。
该地2021年人口有4,711人；2010年人口5,205；2002年人口5,568；1989年人口6,158。